# Henrik Tóth
Henrik Tóth (* 10. September 1986) ist ein ungarischer Badmintonspieler.

## Karriere
Henrik Tóth gewann von 2001 bis 2005 elf nationale Juniorentitel. Schon vor Ende seiner Juniorenzeit siegte er 2004 erstmals bei den Erwachsenen. Neun weitere Titel folgten bis 2011. 2009 und 2010 nahm er an den Badminton-Weltmeisterschaften teil.

## Sportliche Erfolge
| Saison | Veranstaltung                              | Disziplin    | Platz | Name                          |
| ------ | ------------------------------------------ | ------------ | ----- | ----------------------------- |
| 2001   | Ungarn: Einzelmeisterschaften der Junioren | Mixed        | 1     | Henrik Tóth / Zsófia Kovács   |
| 2001   | Ungarn: Einzelmeisterschaften der Junioren | Herrendoppel | 1     | Attila Kaposi / Henrik Tóth   |
| 2002   | Ungarn: Einzelmeisterschaften der Junioren | Mixed        | 1     | Henrik Tóth / Zsófia Kovács   |
| 2002   | Ungarn: Einzelmeisterschaften der Junioren | Herrendoppel | 1     | Attila Kaposi / Henrik Tóth   |
| 2003   | Ungarn: Einzelmeisterschaften der Junioren | Herrendoppel | 1     | Attila Kaposi / Henrik Tóth   |
| 2004   | Ungarn: Einzelmeisterschaften der Junioren | Mixed        | 1     | Henrik Tóth / Orsolya Varga   |
| 2004   | Ungarn: Einzelmeisterschaften der Junioren | Herreneinzel | 1     | Henrik Tóth                   |
| 2004   | Ungarn: Einzelmeisterschaften der Junioren | Herrendoppel | 1     | Henrik Tóth / Ákos Varga      |
| 2004   | Ungarn: Einzelmeisterschaften              | Herrendoppel | 1     | Henrik Tóth / Attila Kaposi   |
| 2005   | Ungarn: Einzelmeisterschaften der Junioren | Mixed        | 1     | Henrik Tóth / Renáta Hüse     |
| 2005   | Ungarn: Einzelmeisterschaften der Junioren | Herreneinzel | 1     | Henrik Tóth                   |
| 2005   | Ungarn: Einzelmeisterschaften der Junioren | Herrendoppel | 1     | Henrik Tóth / Akos Varga      |
| 2007   | Ungarn: Einzelmeisterschaften              | Herreneinzel | 1     | Henrik Tóth                   |
| 2008   | Ungarn: Einzelmeisterschaften              | Herreneinzel | 1     | Henrik Tóth                   |
| 2009   | Ungarn: Einzelmeisterschaften              | Herreneinzel | 1     | Henrik Tóth                   |
| 2009   | Ungarn: Einzelmeisterschaften              | Herrendoppel | 1     | Henrik Tóth / Kristóf Horváth |
| 2010   | Ungarn: Einzelmeisterschaften              | Herreneinzel | 1     | Henrik Tóth                   |
| 2010   | Ungarn: Einzelmeisterschaften              | Mixed        | 1     | Henrik Tóth / Zsuzsa Kovács   |
| 2010   | Ungarn: Einzelmeisterschaften              | Herrendoppel | 1     | Henrik Tóth / Kristóf Horváth |
| 2011   | Ungarn: Einzelmeisterschaften              | Herreneinzel | 1     | Henrik Tóth                   |
| 2011   | Ungarn: Einzelmeisterschaften              | Herrendoppel | 1     | Henrik Tóth / Kristóf Horváth |
| 2012   | Ungarn: Einzelmeisterschaften              | Herreneinzel | 1     | Henrik Tóth                   |
| 2012   | Ungarn: Einzelmeisterschaften              | Herrendoppel | 1     | András Németh / Henrik Tóth   |
| 2012   | Ungarn: Einzelmeisterschaften              | Mixed        | 1     | Henrik Tóth / Sára Fekete     |